# 卡多尔茨堡
卡多尔茨堡是德国巴伐利亚州的一个市镇。总面积45.42平方公里，总人口10397人，其中男性5118人，女性5279人（2011年12月31日），人口密度229人/平方公里。